# Cryptotendipes holsatus
Cryptotendipes holsatus är en tvåvingeart som beskrevs av Lenz 1959. Cryptotendipes holsatus ingår i släktet Cryptotendipes och familjen fjädermyggor. Arten har ej påträffats i Sverige. Inga underarter finns listade i Catalogue of Life.